# David Baird senior

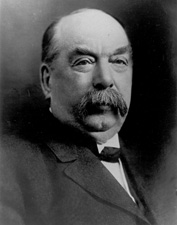
David Baird

David Baird senior (* 7. April 1839 im County Londonderry, Irland; † 25. Februar 1927 in Camden, New Jersey) war ein irisch-schottisch-amerikanischer Politiker (Republikanische Partei), der den Bundesstaat New Jersey im US-Senat vertrat.

## Leben
Der in Nordirland geborene David Baird, der auch schottischer Abstammung war, wanderte im Jahr 1856 in die Vereinigten Staaten aus. Er wurde zunächst in Port Deposit (Maryland) ansässig und betätigte sich dort im Holzgeschäft; 1860 zog er dann nach Camden in New Jersey, wo er seine Aktivitäten auf das Bankgewerbe ausdehnte. Von 1876 bis 1880 gehörte er im Camden County dem Board of Chosen Freeholders an, dem Äquivalent New Jerseys zur County Commission, die in anderen Bundesstaaten die Funktion der gesetzgebenden Körperschaft in den Countys einnimmt. Von 1887 bis 1889 war er Sheriff im Camden County; dieses Amt übte er noch einmal zwischen 1895 und 1897 aus. Außerdem war er 1895 sowie von 1901 bis 1909 Mitglied des Board of Assessors von New Jersey.
Im Jahr 1910 bewarb Baird sich erstmals um einen Sitz im US-Senat, doch er unterlag dem Demokraten James Edgar Martine. Am 23. Februar 1918 wurde er dann nach dem Tod von William Hughes zum Senator in Washington ernannt. Am 5. November 1918 entschied er auch die Nachwahl für sich, woraufhin er dem Senat bis zum 3. März 1919 angehörte; für eine weitere Amtsperiode kandidierte er nicht mehr. Er nahm seine geschäftlichen Aktivitäten in Camden wieder auf, wo er im Jahr 1927 starb.
Sein Sohn David war von 1929 bis 1930 ebenfalls US-Senator für New Jersey.